# 张立驰
张立驰（1975年8月—），男，汉族，安徽肥东人，中共党员，中华人民共和国教育人物。

## 生平
1999年7月毕业于阜阳师范学院中文系，获文学学士学位。先后在阜阳师范学院、共青团安徽省委办公室（挂职）、安徽省合肥市蜀山区政府办公室、合肥学院等单位任职任教。2003年6月于安徽大学中文系毕业，获文学硕士学位。2009年4月，任亳州师范高等专科学校党委委员、副校长。2010年6月，于北京师范大学政治学与国际关系学院获法学博士学位。2012年1月，任亳州职业技术学院党委副书记、常务副校长。2013年8月，任亳州师范高等专科学校党委副书记、常务副校长。
2015年7月，任亳州师范高等专科学校党委副书记、校长。2017年12月，任亳州学院党委副书记、副院长（主持行政工作）。2019年8月，任亳州学院党委副书记、院长。2020年8月，当选中华全国青年联合会第十三届委员会常务委员会委员。2021年6月，调任池州学院党委委员、副书记、院长。
2022年4月，任淮北师范大学党委书记。2024年3月，任安徽师范大学党委书记，2024年10月，赴北京任中央党校（国家行政学院）全国党校教师进修学院院长。